# 阿吽
阿吽（あうん，羅馬化：a-hūṃ），佛教真言之一。

## 含义
在印度古代的梵语悉曇文字中，（a，阿）是嘴巴张开且无任何阻碍时发出的声音，而（hūṃ，吽）则是嘴巴完全闭合时发出的声音。悉曇文字的字母序列以“/阿”开始，而以“/吽”结束，故将“阿吽”引申为宇宙的始终。此外，在一些场合中，“阿”还被用以象征真实或求道心，而“吽”则象征智慧或涅槃。
在佛教塑像方面，一个张口、一个闭口的成对塑像，被分别称为阿形和吽形。日本神道教神社前狛犬也常被塑为阿形、吽形各一尊。

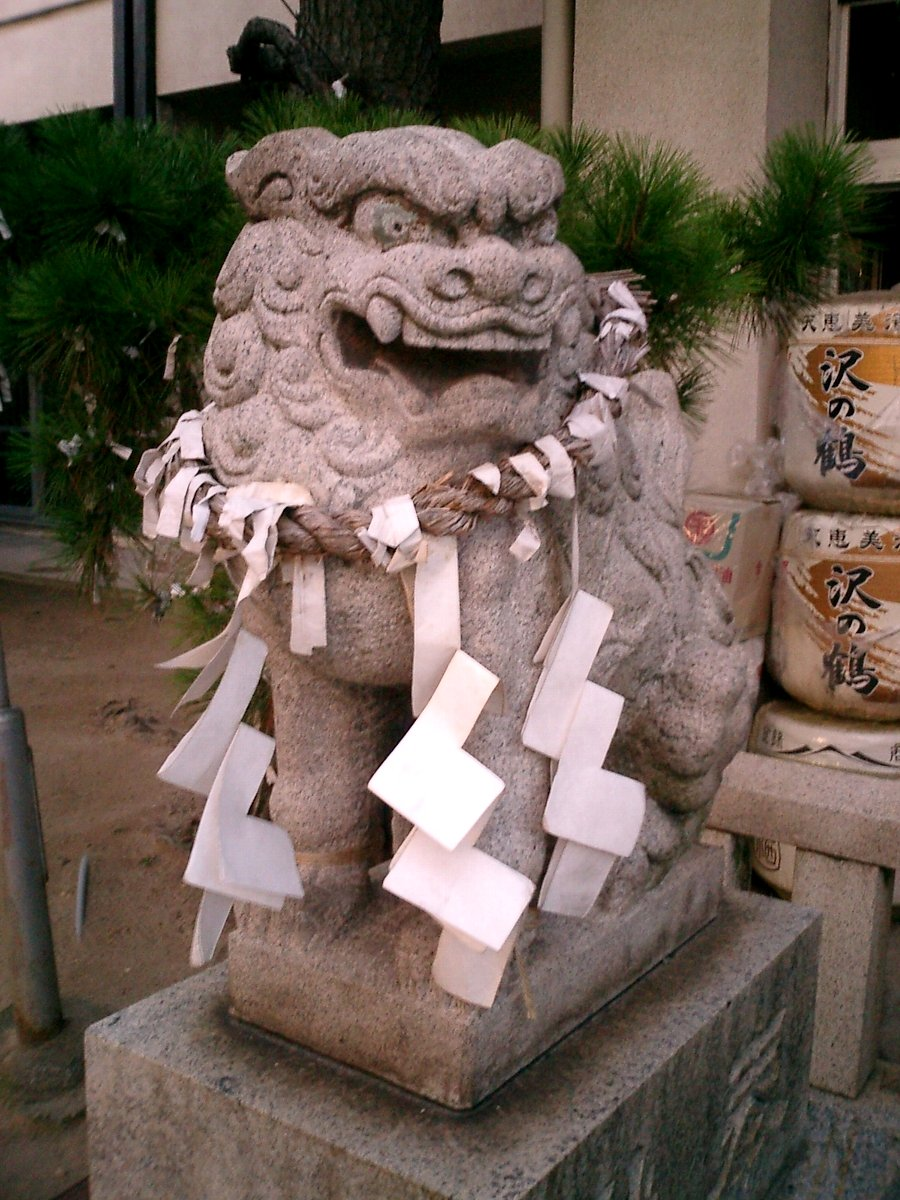
阿形狛犬
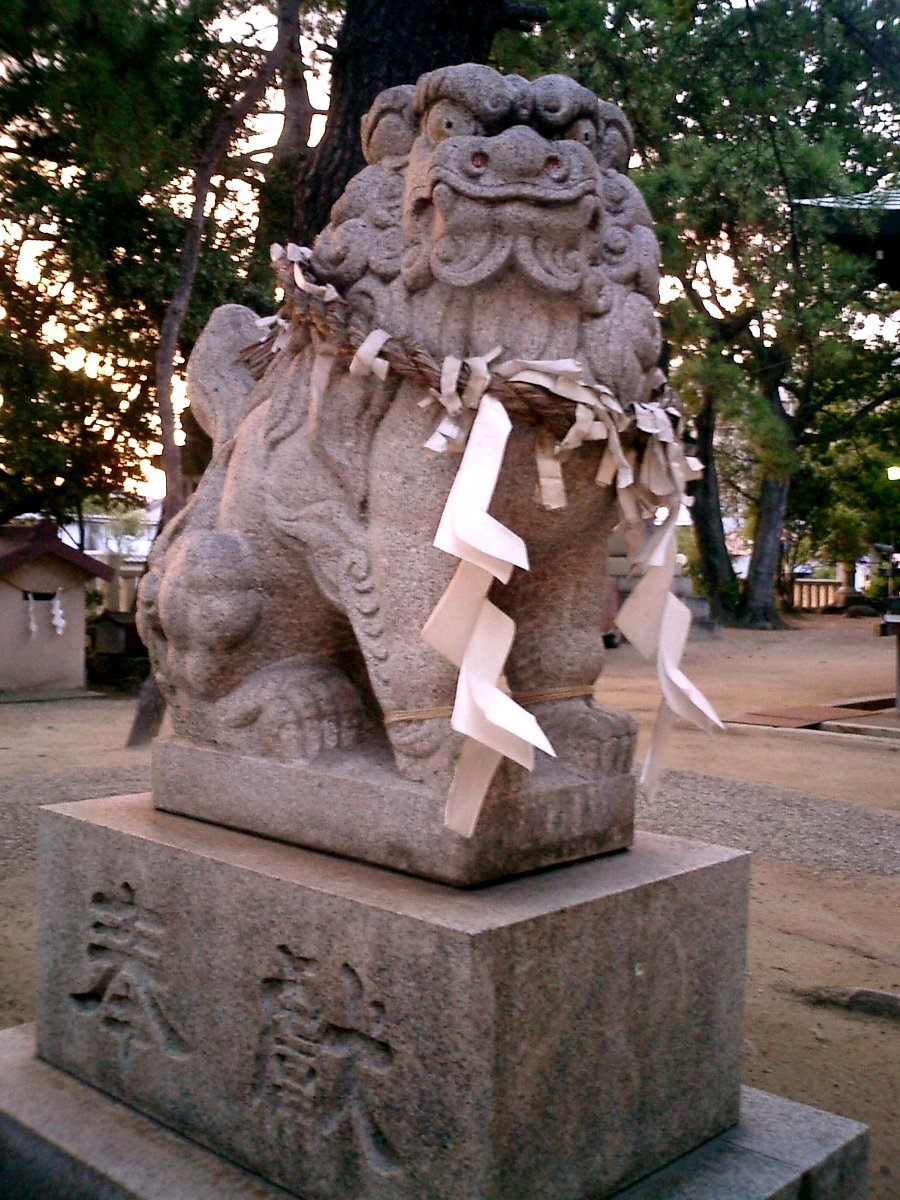
吽形狛犬
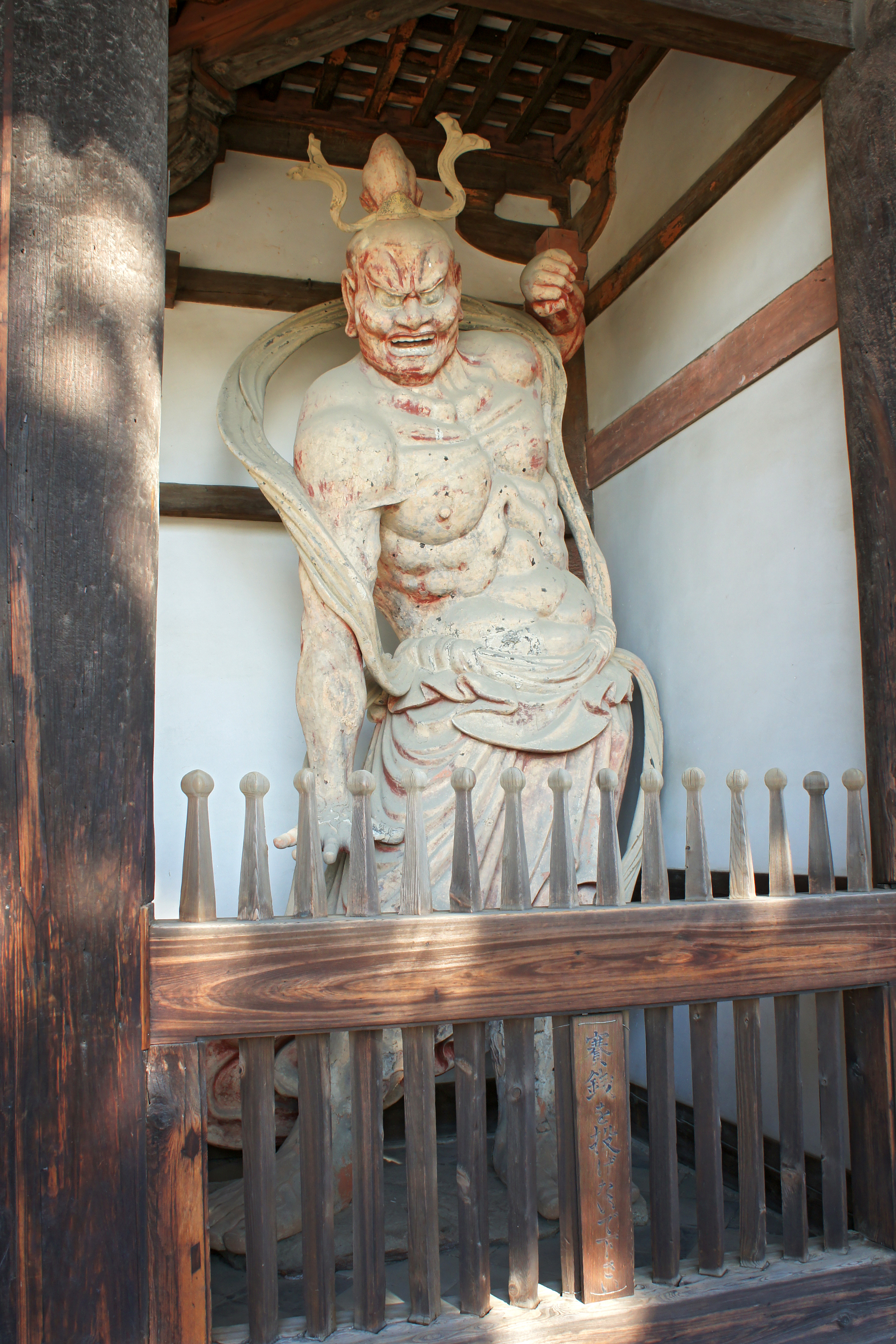
法隆寺中门金刚力士（阿形）
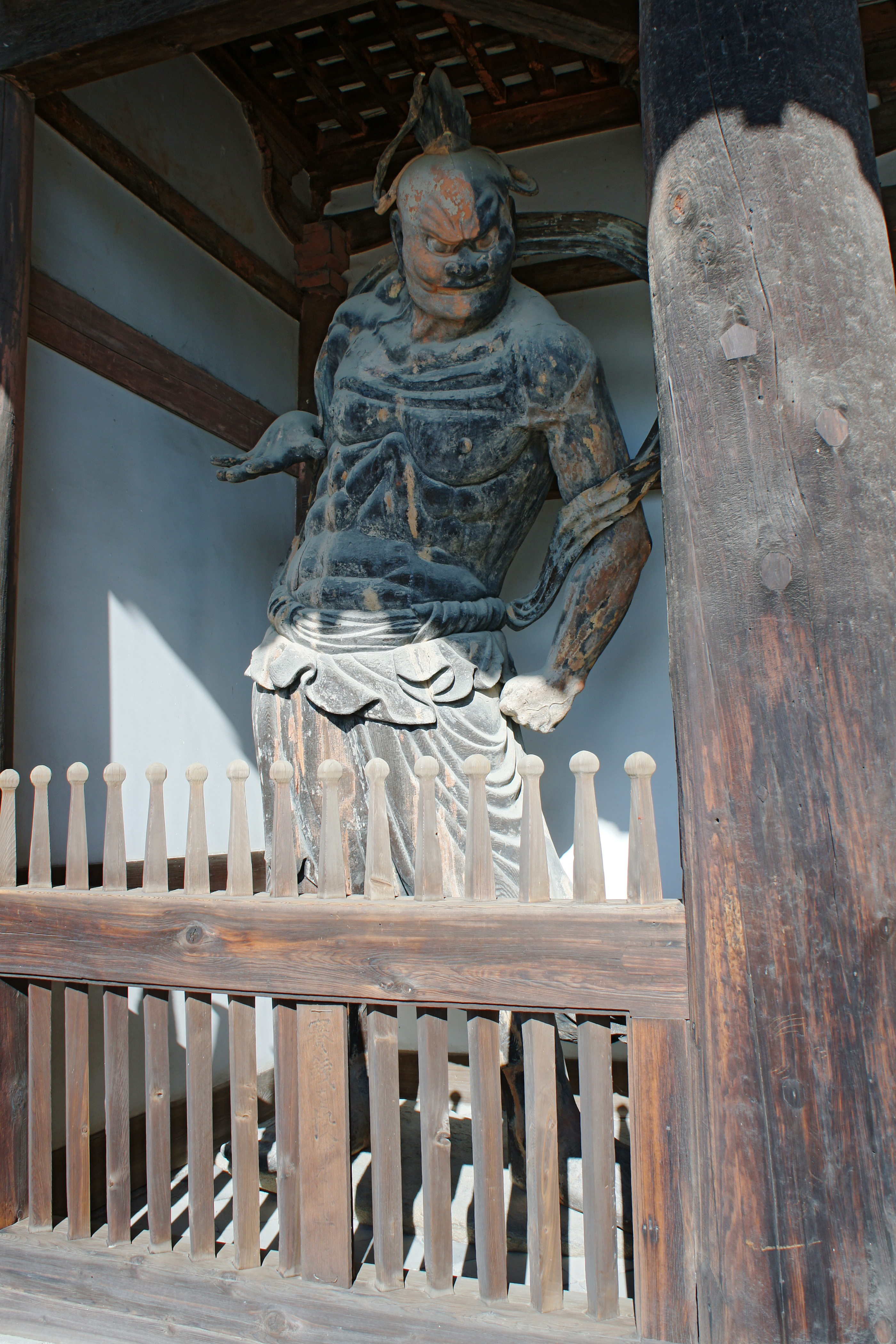
法隆寺中门金刚力士（吽形）